# Шарль де Голль — Этуаль (станция метро)
Шарль де Голль — Этуаль (фр. Charles de Gaulle — Etoile) — пересадочный узел трёх линий парижского метро: 1, 2 и 6; для 6-й линии — конечная. Станция подземного типа. Есть пересадка на маршрут A городской железной дороги Парижа (RER). На станции установлены автоматические платформенные ворота.

## История
- Пересадочный узел начал формироваться 1 сентября 1900 года, когда открылся зал линии 1. 6 октября 1900 года открылся зал, ныне входящий в состав линии 6, а 2 декабря 1900 — зал линии 2. Современное название дано 21 февраля 1970 года в связи с переименованием площади, под которой находится узел, в площадь Шарля де Голля. Переименование площади также совпало с открытием станции RER A «Шарль де Голль — Этуаль».
- Пассажиропоток по станции по входу в 2012 году, по данным RATP, составил 9 037 623 человек[1]. В 2013 году этот показатель вырос до 9 067 635 пассажиров (22 место по уровню входного пассажиропотока в Парижском метро)[2].

## Кино
- В фильме Анри Вернея «Страх над городом» (1975) комиссар Летелье (Жан- Поль Бельмондо), не успев вскочить за преступником в вагон поезда на станции «Шарль де Голль — Этуаль», забирается на крышу вагона и так проезжает несколько станций линии 6.
- Фильм «Трое волхвов» Бернара Кампана и Дидье Бурдона (2001) представляет трёх волхвов, вернувшихся на землю через два тысячелетия; следуя за звездой, они в конце концов обнаруживают разыскиваемого ими младенца в коридорах станции «Шарль де Голль — Этуаль».

Другие фильмы, изображающие эту станцию:
- 1985 — Подземка (режиссёр и продюсер Люк Бессон)
- 2008 — Рай на Западе (фр. Eden à l’ouest)

## Путевое развитие
В границах пересадочного узла имеется служебная соединительная ветвь между линиями 1 и 6. На середине перегона Шарль де Голль — Этуаль — Терн линии 2 имеется пошёрстный съезд.
Для линии 6 станция является конечной, причём линия делает петлю под площадью. Станция находится на петле, на ней имеется всего один путь с платформами с обеих сторон, одна платформа служит для посадки, а другая для высадки.

## Галерея

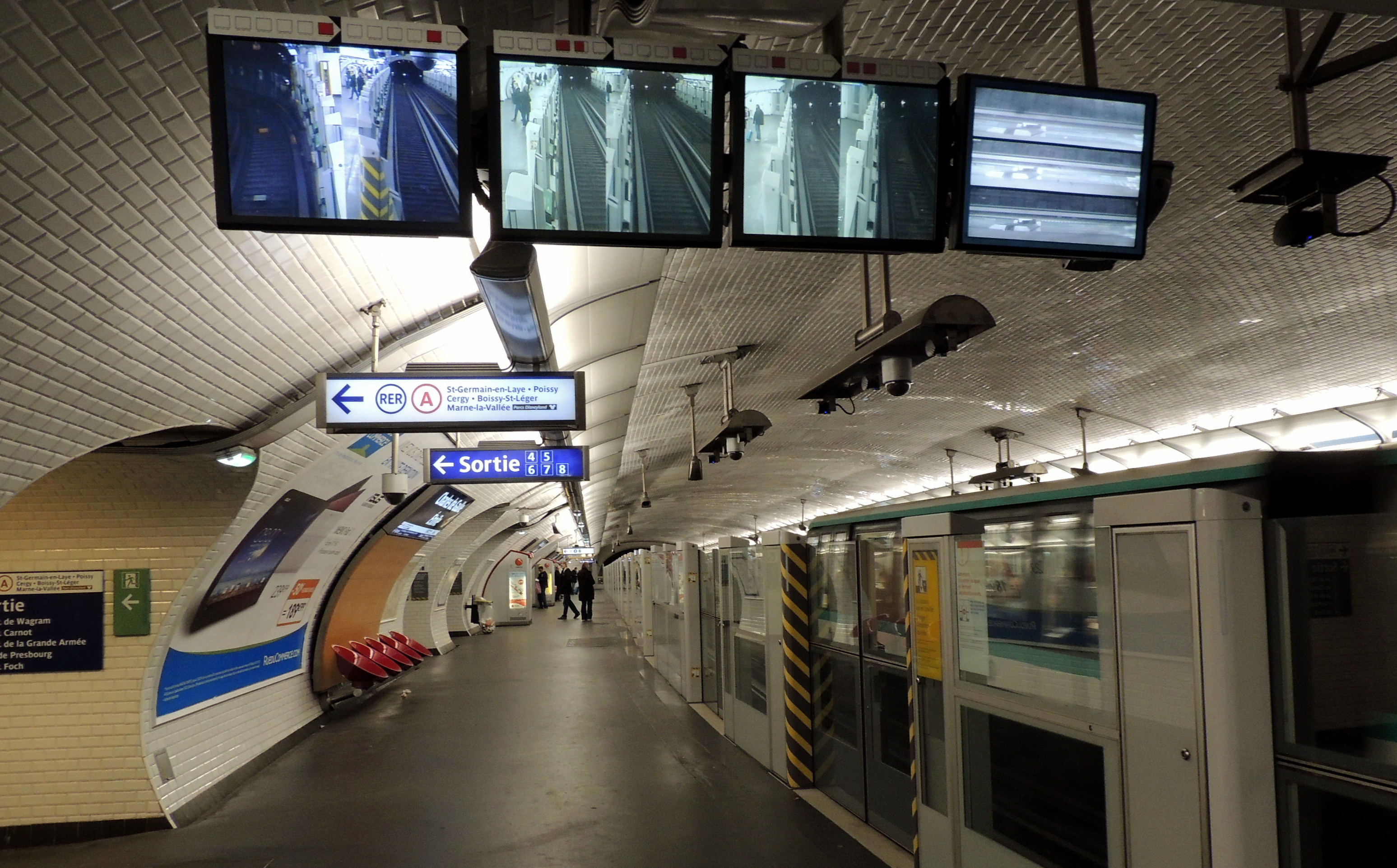
Линия 1
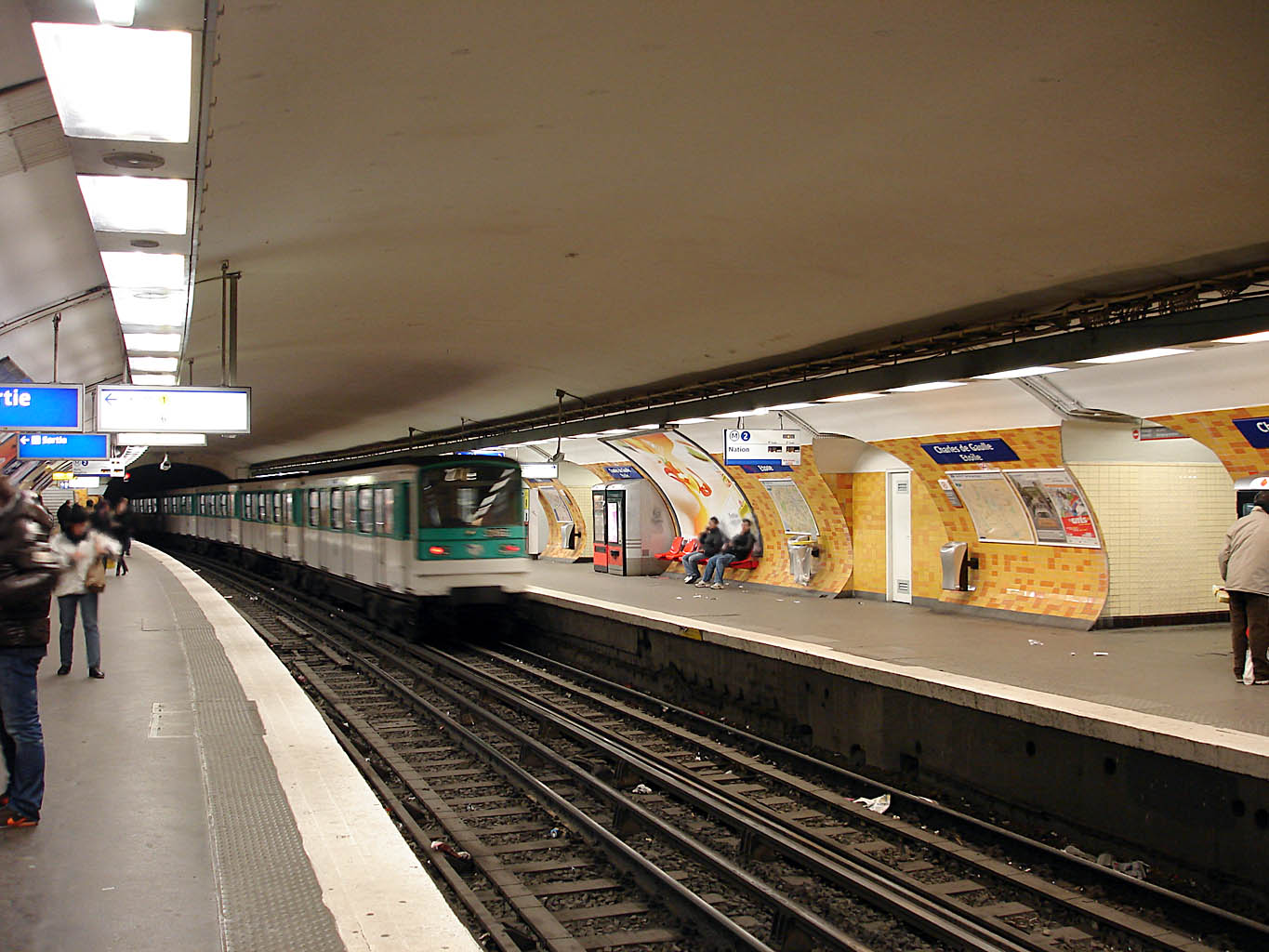
Линия 2
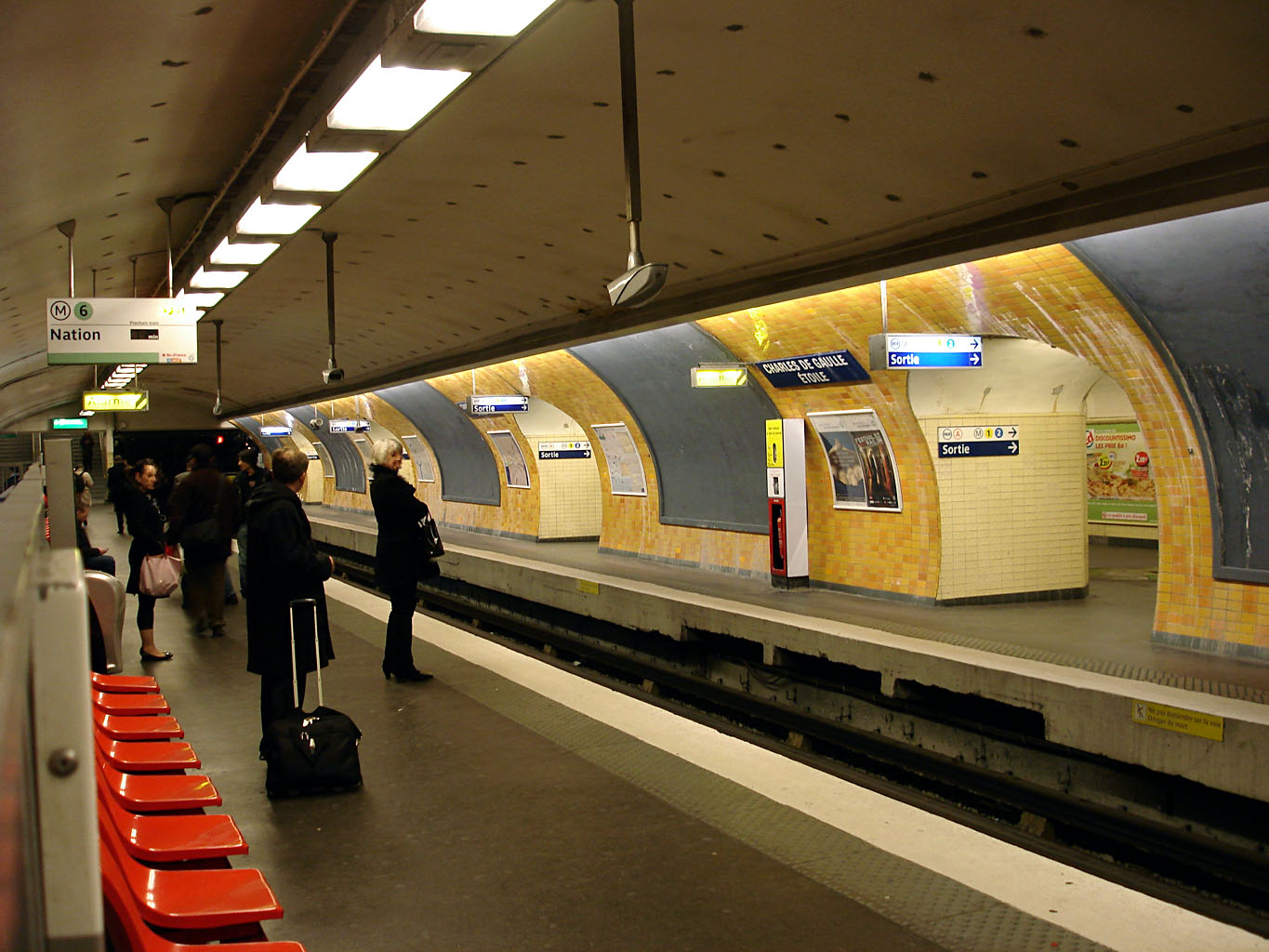
Линия 6